# Neue Künstlervereinigung München

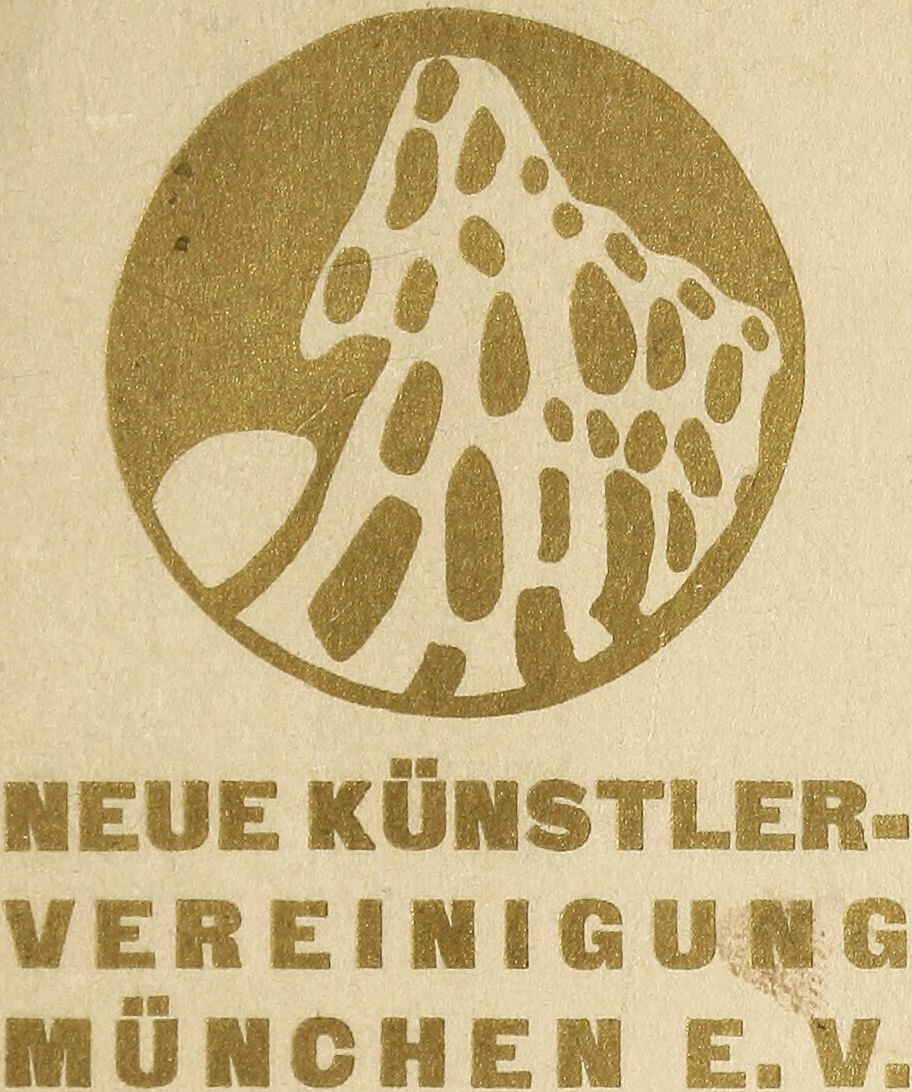
Logo uit 1909 van de Neue Künstlervereinigung München

Neue Künstlervereinigung München was een kunstenaarsvereniging van 1909 tot en met 1912 in München.
Neue Künstlervereinigung München is opgericht in 1909 rond de kunstschilder Wassily Kandinsky. Het is een voorloper van Der Blaue Reiter.

## Geschiedenis
De deelnemende leden waren Wassily Kandinsky, Alexej von Jawlensky, Marianne von Werefkin, Gabriele Münter, Adolf Erbslöh en Alexander Kanoldt. Ze kwamen samen omdat ze studeerden in München.
In 1909, 1910 en 1911 organiseerden de Neue Künstlervereinigung München tentoonstellingen bestaande uit:
- eerste tentoonstelling: de oorspronkelijke groep van de Neue Künstlervereinigung München
- tweede tentoonstelling: werd uitgebreid met Franse en Russische avant-garde kunstenaars zoals Pablo Picasso en Georges Braque
- derde tentoonstelling: deelnemers van de eerste en tweede cyclus zonder de leden van Der Blaue Reiter die een eigen tentoonstelling organiseerden

## Eerste tentoonstelling 1909 - 1910
Er werden 128 schilderijen getoond en er deden zestien kunstenaars mee: Paul Baum, Wladimir von Bechtejeff, Erma Bossi, Emmi Dresler, Robert Eckert, Adolf Erbslöh, Pierre Girieud, Karl Hofer, Alexej von Jawlensky, Wassily Kandinsky, Alexander Kanoldt, Moissey Kogan, Alfred Kubin, Gabriele Münter, Carla Pohle en Marianne von Werefkin.
De tentoonstelling werd eerst gehouden van 1 december tot 15 december 1909 in galerie Heinrich Thannhauser in München en daarna in Brünn, Elberfeld, Barmen, Hamburg, Düsseldorf, Wiesbaden, Schwerin en Frankfurt am Main. Zij kreeg vooral negatieve kritiek van de plaatselijke pers.

## Tweede tentoonstelling 1910 - 1911
Er deden 29 kunstenaars mee: Wladimir von Bechtejew, Erma Bossi, Georges Braque, David Burljuk, Wladimir Burljuk, Wassily Denissoff, André Derain, Kees van Dongen, Francisco Durio, Adolf Erbslöh, Le Fauconnier,  Pierre Girieud, Hermann Haller, Bernhard Hoetger, Alexej von Jawlensky, Eugen von Kahler, Wassily Kandinsky, Alexander Kanoldt, Alfred Kubin, Alexander Mogilewski, Gabriele Münter, Adolf Nieder, Pablo Picasso, Georges Rouault, Edwin Scharff, Seraphim Soudbinine, Maurice de Vlaminck en Marianne von Werefkin. 
Deze werd gehouden vanaf 1 september 1910 in de galerie Thannhauser in München en daarna in Karlsruhe, Mannheim, Hagen, galerie Paul Cassirer en Neue Secession in Berlijn, Leipzig, galerie Arnold in Dresden en in Weimar.

## Derde tentoonstelling 1911 - 1912
Er waren 58 schilderijen van acht kunstenaars: Erma Bossi, Wladimir von Bechtejeff, Adolf Erblöh, Pierre Girieud, Alexej von Jawlensky, Alexander Kanoldt, Moissey Kogan, Marianne von Werefkin.
Deze werd gehouden van 18 december 1911 tot 1 januari 1912 in de galerie Thannhauser in München en daarna in Zürich, Bremen, Keulen, Elberfeld, Mannheim, Heidelberg, Frankfurt, Jena en Breslau.